# Villemoyenne
Villemoyenne település Franciaországban, Aube megyében. Lakosainak száma 731 fő (2022. január 1.). Villemoyenne Chappes, Chauffour-lès-Bailly, Clérey, Fresnoy-le-Château, Montreuil-sur-Barse és Saint-Parres-lès-Vaudes községekkel határos.

## Népesség
A település népessége az elmúlt években az alábbi módon változott:
| Lakosok száma | 461  | 505  | 477  | 651  | 762  | 779  | 776  | 753  | 739  | 731  |
|               | 1968 | 1982 | 1990 | 2006 | 2013 | 2015 | 2017 | 2019 | 2020 | 2022 |